# Монтемарцино
Монтемарцѝно (на италиански: Montemarzino; на пиемонтски: Montmarsen, Монтмарсен) е село и община в Северна Италия, провинция Алесандрия, регион Пиемонт. Разположено е на 448 m надморска височина. Населението на общината е 349 души (към 2010 г.).